# Верные
Ве́рные (греч. πιστοί; церк.-слав. вѣ́рнїи) — название христиан, прошедших оглашение (катехумена́т) и принявших крещение.
В ранней церкви было принято различать ве́рных, оглаше́нных и ка́ющихся. Христиан, прошедших ступень устного наставления в вере (оглашения, или катехумената), крестили и допускали к Евхаристии и к другим Таинствам Церкви. В отличие от оглашенных (катехуме́нов) и кающихся христиан, верные христиане считались духовно рождёнными членами Церкви, не совершающими грехов. По мнению святого Климента Александрийского, разница между верными, кающимися и оглашенными заключается в том, что оглашенные и кающиеся только хотят жить по-христиански, а верные, принявшие таинство крещения, имеют благодатную силу для такой жизни.
Только верные присутствовали на той части литургии, где происходило перенесение Святых Даров с жертвенника на престол, пресуществление даров, приготовление христиан к причащению, само причащение, благодарение за причащение и отпуст. На этой части литургии не присутствовали оглашенные и отлучённые от евхаристического общения христиане, то есть находящиеся под эпитимией, поэтому эта часть литургии получила название «Литургии верных».